# 沢田撫松
沢田 撫松（さわだ ぶしょう、本名：沢田 忠次郎〈さわだ ちゅうじろう/さわだ ただじろう〉、1871年6月18日〈明治4年5月1日〉 - 1927年〈昭和2年〉4月13日）は、明治から昭和にかけての小説家、新聞記者。

## 生涯
1871年6月18日（明治4年5月1日）、京都府に生まれた。二六新報、國民新聞、読売新聞などで約20年間、新聞記者を務めた。その中でも特に、司法記者として中央公論、婦人倶楽部、新小説などに犯罪事実をもとにした物語を執筆した。
1920年（大正9年）に『女の心・男の心』、1925年（大正14年）に『春宵島原巷譚』、1926年（大正15年）には『秋雨の宿』などの短編小説を執筆した。同年7月、週刊朝日にて『足にさはつた女』を執筆した。
1927年（昭和2年）4月13日に死去した。享年57。